# Tylophora oblonga
Espèce
Synonymes
- Tylophora anfracta N.E.Br.[1]
- Tylophora liberica N.E.Br.[1]

Tylophora oblonga N.E.Br. est une espèce de plantes à fleurs de la famille des Apocynaceae et du genre Tylophora, présente en Afrique tropicale.

## Description
C'est une liane grimpante, herbacée ou ligneuse, pouvant atteindre 15 m de hauteur.

## Distribution
Selon qu'on assimile ou non l'espèce à Oncostemma cuspidatum, le nombre de localisations n'est pas le même. Au sens strict, T. oblonga a été observée au Cameroun et à Sao Tomé-et-Principe.